# 上海戏剧学院

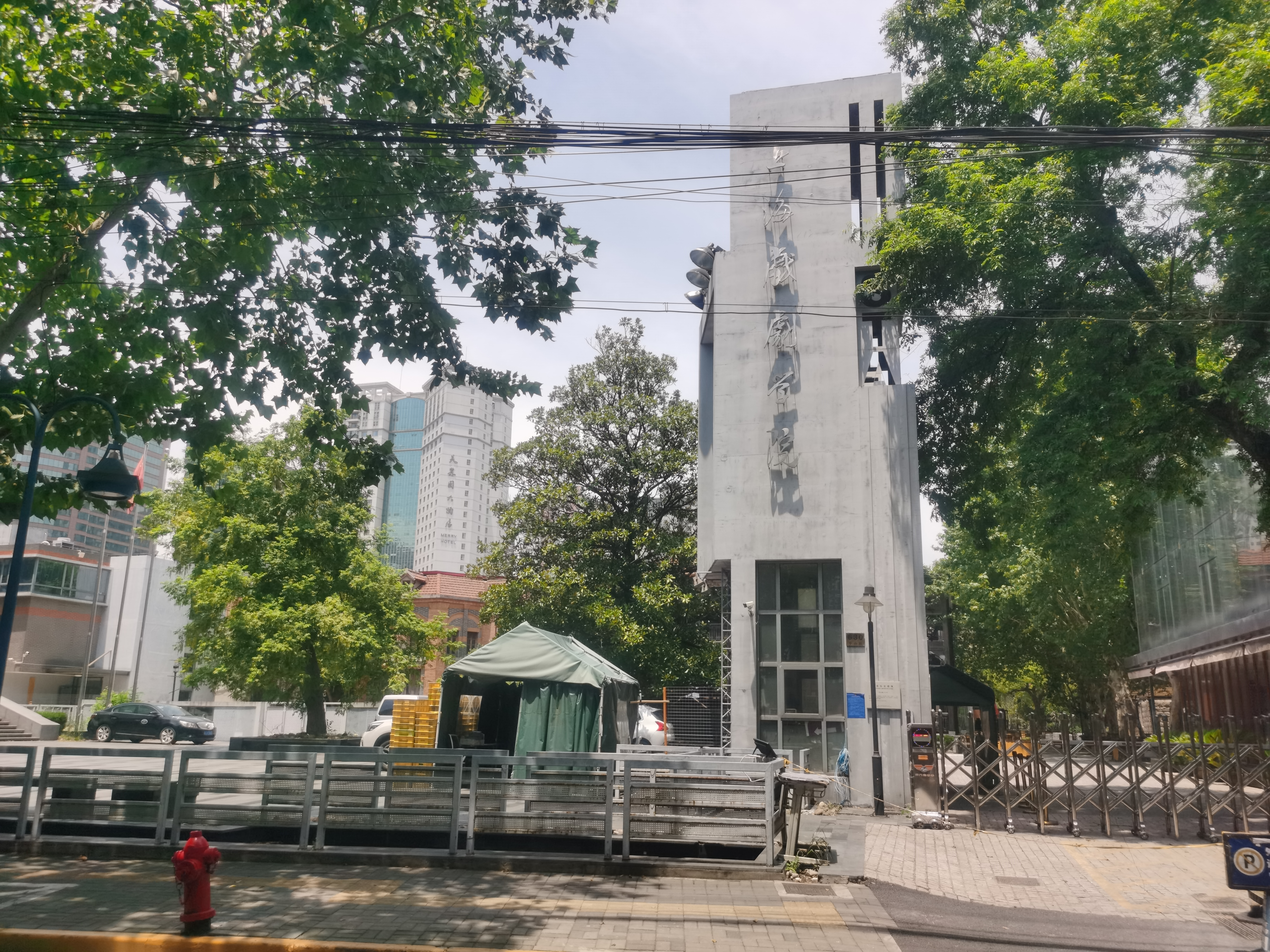
上海戏剧学院华山路院区校门

上海戏剧学院（英語：Shanghai Theatre Academy），简称上戏，是中国培養戏剧艺术專門人才的高等艺术院校。该校和中央戏剧学院、北京电影学院并列中国大陆三大培養戏剧影视人才的学校。
学院始创于1945年12月1日，前身是教育家顾毓琇与戏剧家李健吾、顾仲彝、黄佐临等创立的上海市市立实验戏剧学校。戏剧家熊佛西为首任院长，他也是在任时间最长的校长。校园内立有熊佛西的半身铜像，“佛西楼”和图书馆的“佛西书屋”。
校址几经更迭，最终定址于上海静安区华山路630号至今。

## 历史
- 1945年12月1日成立上海市立实验戏剧学校，顾仲彝为首任校长。
- 1949年10月，上海市立实验戏剧学校改名为上海市立戏剧专科学校。
- 1952年，全国高等院校实行院系调整，山东大学艺术系戏剧科、上海行知艺术学校戏剧组并入后正式建院，更名为中央戏剧学院华东分院。
- 1956年，正式命名为上海戏剧学院，成为文化部直属高等艺术院校。形成了包括表演、舞台美术、戏剧文学、导演等四个系的办学格局。
- 2000年，划转为上海市与文化部共建，由地方管理为主。
- 2002年6月，原上海师范大学表演艺术学院、上海市戏曲学校、上海市舞蹈学校并入，称上海戏剧学院戏曲舞蹈分院、附属戏曲学校和附属舞蹈学校。形成了三个校区（华山路校区、莲花路校区、虹桥路校区）
- 2004年，与上海儿童艺术剧院、上海话剧艺术中心合作，共同创建演出联盟，筹建“戏剧大道”。建成后将成为上海戏剧艺术的演出、人才、交流中心。

## 四大校区
- 校本部位于华山路，現為話劇中心。
- 電影電視学院、戏曲学院、附属戏曲学校位于莲花路。未來電影電視學院搬遷後作為中華戲曲中心。
- 舞蹈學院、附属舞蹈学校位于虹桥路的國際舞蹈中心。
- 新建浦江校區將於2019年9月啟用，作為影視新媒體中心。

## 院系简介
- 表演系、戏剧文学系、舞台美术系、导演系、電影電視学院、人文社會科學部、戏曲学院、舞蹈学院、创意学院和继续教育学院。
- 本科专业教育层次有表演、戏剧影视文学、戏剧影视美术设计、艺术设计、戲劇影視导演、广播电视编导、播音与主持艺术、影視攝影與製作、舞蹈编导、文化事业管理等专业，涵盖话剧、戏曲、舞蹈等专业门类。

## 剧场

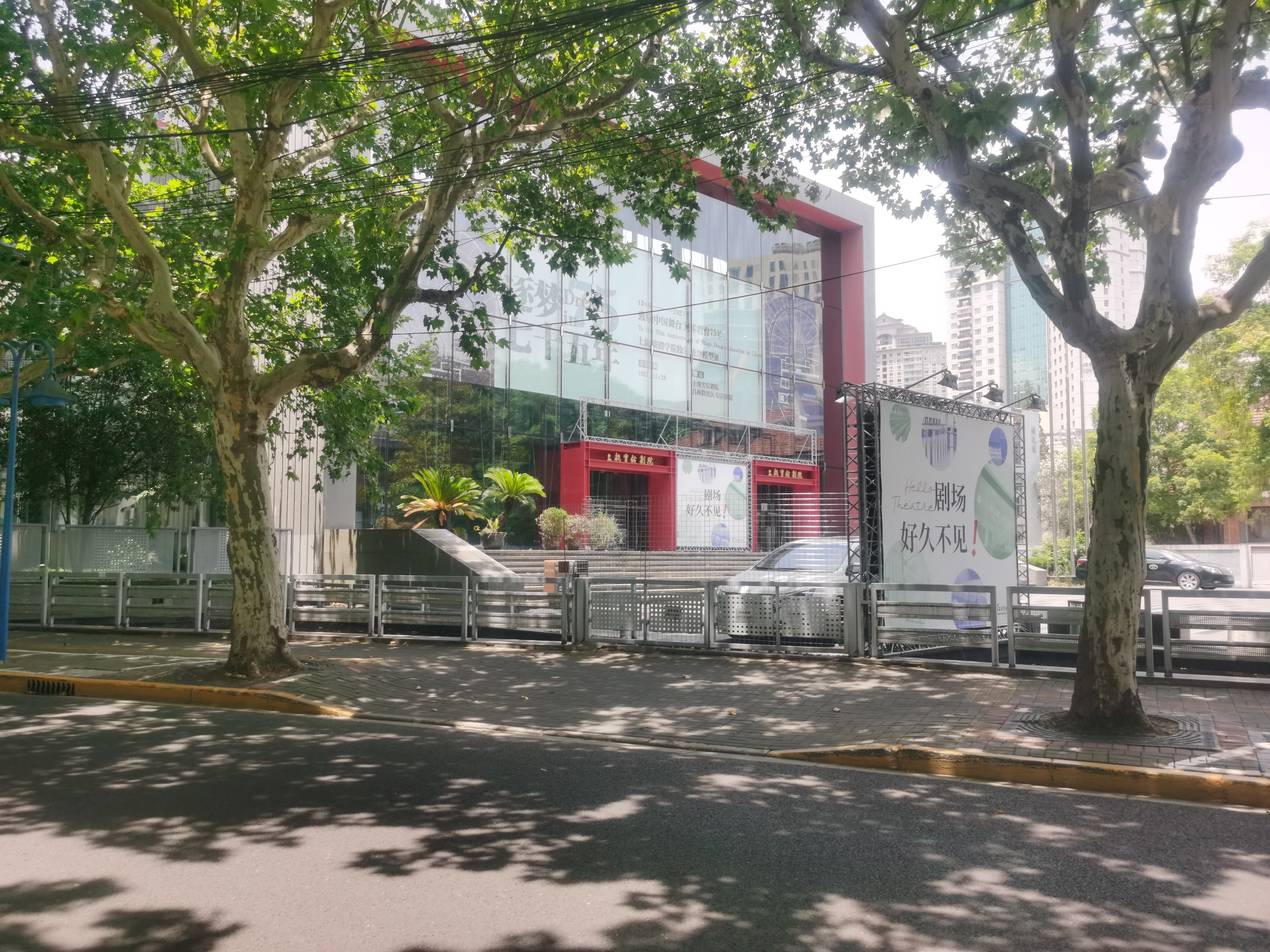
上海戏剧学院实验剧院

学院本部集中了可满足从大型专业演出到教学实习的数个剧场。
- 实验剧院：可容纳999人，是上海市内重要的大型文化演出场所之一，上海国际艺术节定点演出场所。
- “黑匣子”戏剧实验室：因内部空间全部黑色而得名，黑箱劇場（Black box）也是国际剧坛对“实验小剧场”的昵称，故而得名。具有极强的剧场灵活性，适合实验作品演出。
- 新实验空间：原建筑为1930年代中华电影公司的摄影棚，是中国早期电影的发祥地。2000年经过整修后，外观维持红色砖墙原貌，内部则成为设备齐全的新型小剧场。适合各类实验戏剧与讲座、报告等活动。
- 小剧场：原址为一老式小礼堂，50年代以来学院历届毕业演出都在此进行。2004年在原址重新建造了全新的现代化中型剧场。

## 学科设置与学术研究
- 学术刊物：《戏剧艺术》双月刊
- 学院本部设表演系、戏剧文学系、舞台美术系、导演系、电视艺术系、创意学院
- “戏剧戏曲学”为国家重点学科
- 国际交流与合作。主办国际学术研讨会、国际莎士比亚戏剧节。每三年一届国际小剧场戏剧节。

## 历任院长
- 顾仲彝 上海市市立实验戏剧学校校长 1945年12月—1947年12月
- 熊佛西 上海市市立实验戏剧学校校长（1947年2月—1949年6月）、上海市戏剧专科学校校长（1949年6月—1952年9月）、中央戏剧学院华东分院院长（1952年10月—1955年12月）
- 熊佛西 中央戏剧学院华东分院院长（1952年12月—1956年）、上海戏剧学院院长（1956年—1965年10月）
- 于伶 院长 1980年12月—1981年4月
- 苏堃 上海戏剧学院党委书记兼副院长（1956年12月—1980年2月）、院长（1981年4月—1984年2月）
- 陈恭敏 院长 1984年2月—1988年2月
- 何添发 代院长 1989年2月—1990年7月
- 余秋雨 院长 1990年7月—1992年6月
- 胡妙胜 院长 1992年6月—1996年4月
- 荣广润 院长 1996年4月—2006年4月
- 韩生 院长 2009年9月— 2016年4月
- 黄昌勇 院长 2016年4月—